# Basilia peruvia
Basilia peruvia är en tvåvingeart som beskrevs av Guimaraes och Andretta 1956. Basilia peruvia ingår i släktet Basilia och familjen lusflugor.
Artens utbredningsområde är Peru. Inga underarter finns listade i Catalogue of Life.